# Cihan Özkara
Cihan Özkara, né le 14 juillet 1991 à Hamm en Allemagne, est un footballeur international azerbaïdjanais, qui évolue au poste de milieu offensif. 
Il compte 18 sélections et 1 but en équipe nationale depuis 2012.

## Biographie

### Carrière de joueur
Après une saison au SC Verl en Regionalliga Ouest, il s'engage, en 2018, avec le SC Rot-Weiss Oberhausen avec l'objectif de relancer l'attaque de cette équipe. 

### Carrière internationale
Cihan Özkara compte 18 sélections et 1 but avec l'équipe d'Azerbaïdjan depuis 2012. 
Il est convoqué pour la première fois par le sélectionneur national Berti Vogts pour un match amical contre la Palestine le 29 février 2012 (défaite 2-0). Par la suite, le 15 août 2012, il inscrit son premier but en sélection contre le Bahreïn, lors d'un match amical (victoire 3-0).